# Golfe de Guayaquil
Le Golfe de Guayaquil est une vaste étendue d'eau de l’Océan Pacifique à l’ouest de l’Amérique du Sud. Sa limite nord se situe au niveau de la ville de Salinas, en Équateur, et sa limite sud au niveau de Punta Pariñas, au Pérou.
Le golfe tire son nom de la ville de Guayaquil. Les rivières de l’Équateur et du Pérou se jettent dans le Golfe de Guayaquil, à l’instar de la rivière Guayas, de la rivière Jubones, de la rivière Zarumilla et de la rivière Tumbes.